# Маккабі (футбольний клуб, Петах-Тіква)
Футбольний клуб «Маккабі Авшалом Іроні Петах-Тіква» або просто «Маккабі» (івр. מועדון ספורט מכבי אבשלום עירוני פתח תקווה) — професіональний ізраїльський футбольний клуб з міста Петах-Тіква. Частина спортивного Світового об'єднання Маккабі, зараз команда виступає в Ізраїльській Прем'єр-лізі.

## Історія
Клуб було засновано в 1912 році групою єврейських студентів з Петах-Тікви, які навчалися в османському місті Константинополь (багато з цих юнаків пізніше служили в османській армії під час Першої світової війни), таким чином «Маккабі» став другим найстаршим футбольним клубом Ізраїлю, після «Маккабі» (Тель-Авів), який було засновано в 1906 році.
В 1921 році, після смерті одного із засновників клубу Авшалома Гісіна під час заворушень в Яффі (1921), клуб додав його ім'я до офіційної назви клубу, і, таким чином, клуб отримав назву, «Маккабі Авшалон Петах-Тіква».
У 1927 році клуб переїхав на стадіон «Маккабі Петах-Тіква», на якому вони виступали до 1970-их років. У 1935 році «Маккабі» виграв свій перший трофей, перемігши «Хакоах» (Тель-Авів) з рахунком 1:0 у фіналі кубку Палестини. 1939 року команда знову дійшла до фіналу кубку, але цього разу поступилася «Хакоаху» (Тель-Авів) з рахунком 1:2. Проте наступного року «Маккабі» став переможцем турніру на призи газету Гаарец.
У 1949 році клуб взяв участь у чемпіонаті Ізраїлю, новоствореному пост-колоніальному національному чемпіонаті, в якому посів високе 5-те місце. Наступного сезону (1951/52 років, оскільки в сезоні 1950/51 років чемпіонат не проводився) вони фінішували на 2-му місці, відразу після тель-авівського «Маккабі», але команда з Петах-Тікви виграла кубок Ізраїлю після перемоги в фіналі над усе тим же тель-авівським «Маккабі» з рахунком 1:0. У сезоні 1953/54 років (сезон 1952/53 років також не проводився) «Маккабі» знову фінішувало на другому місці, а Еліезер Шпігель став найкращим бомбардиром національного чемпіонату (16 голів у 22-ох зіграних матчах).
Після декількох сезонів у середині турнірної таблиці, Маккабі фінішував у нижній частині турнірної таблиці національного чемпіонату в сезоні 1962/63 років (цього сезону з клубу було знято три очки через підозру у підкупі клубу «Маккабі Яффа») й повинен був вилетіти до Ліги Алеф. Проте, Ізраїльська футбольна асоціація вирішила розширити кількість команд-учасниць чемпіонату з 12 до 15, тому команда з Петах-Тікви уникла вильоту. Тим не менше, в сезоні 1965/66 років клуб фінішував на передостанньому місці й вилетів до нижчого дивізіону.
Після двох сезонів у Лізі Алеф (сезон 1966/68 років був одним чемпіонатом) у 1969 році клуб повернувся до вищого дивізіону. По завершенні сезону 1970/71 років команда фінішувала на передостанньому місці та знову вилетіла до нижчого дивізіону, але повернулася до вищого дивізіону як переможець Ліги Алеф.
В сезоні 1974/75 років «Маккабі» посів останнє місце, але клуб уникнув вильоту у зв'язку з розширенням чемпіонату. Проте після свого повернення, у сезоні 1976/77 років команда знову вилітає. Після свого блискавичного повернення до вищого дивізіону, команда протягом декількох чемпіонатів посідає місця в середині турнірної таблиці, але сезон 1987/88 років завершує на останньому місці. 
У 1990 та 1991 роках команда виграє Кубок Тото Ліги Арціт. У 1991 році «Маккабі» повертається до вищого дивізіону й відтоді продовжує виступати у ньому й донині. У 1995 році команда вперше в своїй історії виграла Кубок Тото вищого дивізіону, після чого у 2000 та 2004 роках повторила це досягнення.
У 2001 році, вперше за останні 49 років, клуб дійшов до фіналу національного кубка, але поступився в ньому «Маккабі» (Тель-Авів). У сезоні 2003/04 років «Маккабі» фінішував на 3-му місці й пробився до Кубку УЄФА. Проте, домашній матч третього кваліфікаційного раунду проти «Геренвена» УЄФА скасувало, через страйк працівників служби доставки багажу, а виїзний матч вони програли з рахунком 0:5.
У сезоні 2004/05 років у національному чемпіонаті «Маккабі» фінішувало другим та знову пробилося до Кубку УЄФА. Цього разу їх виступ був набагато успішнішим, за сумою двох матчів з рахунком 11:0 вони переграли македонський «Башкімі», а перед цим вибили белградський «Партизан» (в цьому ізраїльському клубу допомогла виїзна перемога з рахунком 5:2, яка нівелювала домашню поразку з рахунком 0:2). Проте, на груповому етапі вони фінішували четвертими, програвши всі чотири поєдинки.

## Досягнення
- Прем'єр-ліга
  -  Срібний призер (3): 1951/52, 1953/54, 2004/05

- Ліга Леуміт
  -  Чемпіон (6): 1968/69, 1971/72, 1990/91, 2012/13
  -  Срібний призер (2): 1966/68, 1977/78

- Кубок Ізраїлю
  -  Володар (3): 1935, 1952, 2024
  -  Фіналіст (3): 1939, 2000/01, 2019/20

- Кубок Тото
  -  Володар (4): 1994/95, 1999/00, 2003/04, 2015/16

- Кубок Тото Арціт
  -  Володар (2): 1990, 1991

- Кубок 25-річчя Ізраїлю
  -  Володар (1): 1973

- Турнір газети Гаарец
  -  Володар (1): 1940

- Кубок 25-річчя (Нетанья)
  -  Володар (1): 1955[6]

## Стадіон
З 1926 року по 1970-ті роки команда виступала на стадіоні «Маккабі Петах-Тіква». З моменту відходу зі старого стадіону вони змушені ділити «Муніципальний стадіон Петах-Тікви», який вміщує 6768 глядачів, зі своїм принциповим суперником з рідного міста, «Хапоелем». Наприкінці 2011 року клуб переїхав на новий стадіон, «Га-Мошава».

## Відомі гравці
- Галь Альберман
- Таль Бен-Хаїм
- Омер Дамарі
- Гай Лузон
- Шай Маймон
- Артур Петросян
- Карлос Куельяр
- Бобан Грнчаров
- Далибор Стеванович
- Ігор Шквирін
- Геннадій Жилкін
- Василь Леськів
- Ігор Малиш
- Роман Пилипчук
- Євген Шахов
- Томислав Бушич
- Никола Покривач

## Відомі тренери
- Еліезер Шпігель (1955–57)[7]
- Джейк Фейрброзер (1958–59)[8][9]
- Александр Фогель (1959–60)
- Еліезер Шпігель (1960–61)
- Елі Фухс (1961–62)
- Еммануель Шеффер (1962–63)
- Дрор Каштан (1991–92)
- Єгошуа Фейгенбау (1994–95)
- Моше Сінай (1 червня 1997 – 1 лютого 1998)
- Еял Лахман (1998–99)
- Юссі Мізрахі (1 липня 1999 – 30 червня 2001)
- Елі Охана (1 січня 2001 – 30 червня 2001)
- Гай Лузон (1 січня 2002 – 30 червня 2007)
- Юссі Мізрахі (1 липня 2007 – 5 листопада 2007)
- Гай Лузон (16 січня 2008 – 30 квітня 2008)
- Гай Азурі (21 серпня 2008 – 23 грудня 2008)
- Роні Леві (22 грудня 2008 – 21 листопада 2009)
- Фредді Давід (22 листопада 2009 – 8 травня 2011)
- Марко Бальбул (28 травня 2011 – 17 жовтня 2011)
- Еял Лахман (18 жовтня 2011 – 21 січня 2012)
- Моше Сінай (22 січня 2012 – 24 листопада 2013)
- Ітав Лазон (24 листопада 2013–14)
- Кобі Рефуа (19 грудня 2013–14)
- Ран Бен Шимон (11 червня 2014 – 29 лютого 2016)
- Дані Голан (2 березня 2016–16 травня 2016)
- Кобі Рефуа (31 травня 2016–теперішній час)